# Rapporti tra il Partito Comunista Italiano e il Partito Socialista Italiano

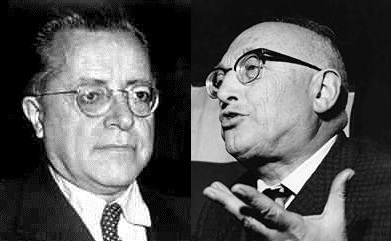
Palmiro Togliatti e Pietro Nenni

I rapporti tra il Partito Comunista Italiano e il Partito Socialista Italiano, i due principali partiti della sinistra italiana della seconda metà del XX secolo, affrontarono fasi di intensa collaborazione e momenti di acuto conflitto.

## Storia

### L'alleanza nel secondo dopoguerra
Nella storia politica italiana, il termine "socialcomunismo" indicava la stretta collaborazione manifestatasi nei primi anni del secondo dopoguerra, in Parlamento e nel paese, fra il PSI e il PCI e successivamente della collaborazione tra quest'ultimo e il PSIUP.
La politica dei due partiti si sviluppò, in un primo tempo, sulla base di un patto di unità d'azione che, sottoscritto nel 1934 a Parigi per la comune lotta contro il fascismo, venne rinnovato anche nelle fasi iniziali della Resistenza, il 28 settembre 1943, e nel dopoguerra, il 25 ottobre 1946. Durante la Resistenza i rapporti tra i due partiti furono intensi al punto che in Emilia-Romagna i loro organi di stampa, l'Avanti! socialista e L'Unità comunista, furono pubblicati in versione congiunta Avanti - L'Unità.
Numerosi furono i livelli e i settori nei quali tale collaborazione si sviluppò:
- giunte comunali e provinciali espresse da maggioranze ottenute con i voti dei due partiti;
- partecipazione congiunta ad organizzazioni politiche e sindacali: Confederazione generale italiana del lavoro (CGIL), Lega Nazionale delle Cooperative, CNA, associazioni professionali di sinistra, Unione Donne Italiane, Comitati dei Partigiani della Pace, Associazione Ricreativa e Culturale Italiana - ARCI;
- il frontismo, per cui i socialisti ritenevano praticabile un'alleanza generale con il PCI per la conquista del potere;
- (in alcuni casi addirittura, soprattutto nei paesini, le sezioni unificate dei due partiti).

Il 18 gennaio 1947, con la scissione dal PSI del gruppo riformista dei "saragattiani" (contrari al fronte unico PSI-PCI), la maggior parte dei socialisti autonomisti scelse di aderire al nuovo soggetto socialista, democratico e filo-occidentale, (il "Partito Socialista dei Lavoratori Italiani", in un secondo momento "Partito Socialista Democratico Italiano"). All'interno del Psi l'ultimo baluardo riformista-autonomista, contro una schiacciante  maggioranza di sinistra filo-comunista e massimalista, rimase la pattuglia dei romitiani, rappresentata all'interno del Comitato centrale PSI (ottanta membri), da tre soli esponenti: Jacometti, Perrotti e lo stesso Romita.
Al 26º Congresso (Roma, gennaio 1948), segretario di partito Basso, il Comitato centrale fu abolito e tutti i suoi poteri avocati alla direzione. Dei ventuno membri della direzione, otto
erano tendenzialmente autonomisti.
Dopo il 27º Congresso straordinario, al 28º Congresso (Firenze, maggio 1949) Romita e Viglianesi passarono ai socialdemocratici e la corrente autonomista si sciolse. Pietro Nenni riprese in mano il partito divenendone il Segretario.
Al 29º Congresso (Bologna, gennaio 1951) la sinistra totalizzò il 90% dei seggi nel Comitato centrale; analoga la situazione nel 30º (Milano, gennaio 1953), sebbene con nuovi fermenti autonomistici.
Il successivo Congresso di Torino (aprile 1955) segnò la ripresa della dialettica interna del partito.

### La crisi
La collaborazione tra i partiti socialista e comunista si incrinò seriamente dal 1956. Tre furono gli accadimenti che accentuarono questo progressivo:
1. il riesame della situazione politica italiana e la crescente consapevolezza della sterilità della politica frontista;
2. la crisi seguita al XX Congresso del PCUS, il clamoroso rapporto Chruščёv contro lo stalinismo e i barbari crimini di Stalin e la critica ormai rigorosa cui Pietro Nenni e i socialisti autonomisti sottoposero la destalinizzazione;
3. lo choc provocato dalla spietata repressione della rivolta ungherese da parte dell'URSS.

Con il 1957 l'esperienza del socialcomunismo ebbe termine: il PSI aveva ormai dimostrato la fiducia incondizionata alla democrazia quale metodo e sistema politico, il rifiuto del frontismo e l'impossibilità di un'alleanza con il PCI per la conquista del potere a livello nazionale.
A questo seguì il pratico affossamento del "Patto di consultazione", l'abbandono dell'associazione dei "Partigiani della pace" e l'ammissione di un interesse concreto ad avvicinarsi ai partiti liberali e moderati.
Tali riposizionamenti avvennero non senza contrasti con la minoranza dei  "carristi" (noti in tal modo in quanto favorevoli ai carri armati delle truppe sovietiche in Ungheria), che in quegli anni rappresentava circa il 40% del Comitato centrale del PSI e i cui componenti, in larga parte, uscirono dal PSI nel 1964 per dar vita a una formazione che si opponeva alla svolta di centro-sinistra e che riprese la denominazione degli anni della Resistenza: Partito Socialista Italiano di Unità Proletaria (PSIUP).
Il progressivo divergere delle strategie del PSI da quelle del PCI era ormai irreversibile e avrebbe portato ai governi di centro-sinistra (basati sull'alleanza del PSI con la Democrazia Cristiana, il PRI, il PSDI), il PLI ed alla riunificazione, fallita, fra socialisti e socialdemocratici.
Nel 1964 si sviluppò un  articolato dibattito sul tema dell'unificazione delle forze di sinistra in un unico partito. La discussione, avviata da Giorgio Amendola sulla rivista comunista Rinascita con una serie di articoli che suscitarono notevole clamore, non condusse tuttavia ad alcun risultato politico tangibile.

### I nuovi autonomisti: i "craxiani"

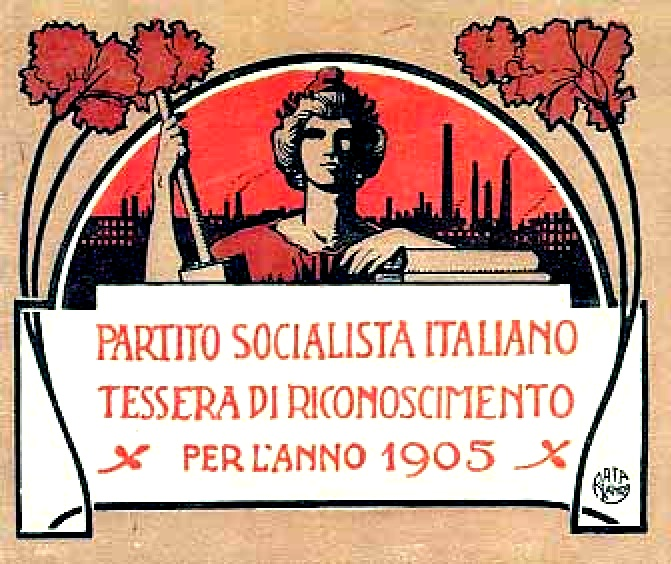
Gabriele Galantara, tessera del Partito Socialista Italiano del 1905 con i garofani rossi

La spaccatura del PSI durò in pratica fino all'avvento di Bettino Craxi, il quale si attestò su posizioni filo-occidentali.
All'inizio degli anni ottanta venne intrapresa una revisione ideologica, inequivocabilmente legata al socialismo liberale, ed estetica del partito, effettuata in buona parte dallo stesso Craxi. Ad esempio, vennero cancellati dal programma politico alcuni termini che potevano ricondurre al marxismo; venne eliminato il termine autonomismo, sostituito  da riformismo, ritenuto appropriato. Venne inoltre abolito il termine "Comitato centrale", che riconduceva immediatamente ai partiti comunisti, sostituito dal neutro "Assemblea Nazionale", nella quale entrarono anche personalità della cultura, dello spettacolo, della moda, dello sport. Si rinunciò definitivamente al tradizionale anticlericalismo socialista (con l'approvazione del nuovo Concordato) e si eliminò (dal 1987) il simbolo della falce e martello del PSI, sostituito dal vecchio simbolo ottocentesco del garofano rosso, che da allora divenne l'emblema ufficiale.
L'epicentro del potere socialista e craxiano era certamente Milano, centro nevralgico della finanza e dell'imprenditoria, con il cui ambiente il PSI finì per identificarsi. Alla guida della città si avvicendarono una giunta monocolore socialista appoggiata all'esterno da altre forze laiche, con l'adesione del PCI, guidata da Carlo Tognoli, per due mandati (1976-1986), seguita, nel dicembre 1986, dall’elezione a primo cittadino di Paolo Pillitteri, cognato di Craxi.

## Livello locale
A livello locale l'alleanza tra PCI e PSI si esplicitò varie volte, in particolar modo nei comuni, con l'esperienza delle giunte rosse, e dopo l'istituzione degli enti a statuto ordinario anche nelle regioni.